# George Trenholm

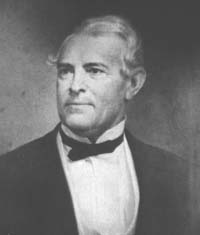
George Alfred Trenholm (1808-1876)

George Alfred Trenholm (Charleston (South Carolina), 25 februari 1807 - aldaar, 10 december 1876), was een Amerikaans politicus.

## Biografie

### Vroege carrière
George Alfred Trenholm werd op 25 februari 1807 in Charleston, in de Amerikaanse staat South Carolina geboren. Zijn vader, William Trenholm (1772-1824) en was een reder. Zijn moeder was Irene de Greffin (1781-1824), dochter van Chev. Louis de Greffin. George Trenholm verliet op 16-jarige leeftijd, na het vroegtijdig overlijden van zijn vader, zijn school en ging werken voor de katoenfirma John Fraser & Co. in Charleston. Hij klom op binnen de firma en werd partner. De naam van de firma werd dan ook gewijzigd in John Fraser, Trenholm & Co.. In 1853 werd hij eigenaar van de firma. Door de jaren heen verwierf Trenholm een enorm fortuin en werd een van de rijkste mannen van het zuiden. Naast de katoenfirma bezat hij ook hotels, stoomboten (voor de export van katoen) en plantages met veel slaven. Ook investeerde hij in succesvolle bedrijven.
George Alfred Trenholm trouwde op 3 april 1828 met Anna Helen Homes. Uit dit huwelijk kwamen 13 kinderen voort.

### Politieke carrière
George Trenholm werd lid van de Democratische Partij (Democratic Party) en was van 1852 tot 1856 lid van het Huis van Afgevaardigden van de staat South Carolina. Als politicus steunde hij de secessionistische krachten in zijn thuisstaat. Net als veel kapitalisten in Zuidelijke staten was hij tegen de importheffingen om de Noordelijke industrieën te beschermen.

### Amerikaanse Burgeroorlog
South Carolina scheidde zich op 20 december 1860 als eerste Zuidelijke staat van de Verenigde Staten van Amerika af. Hierna volgden nog eens tien staten. Zij vormden de Geconfedereerde Staten van Amerika (CSA). De afscheiding van de staten leidde tot de Amerikaanse Burgeroorlog.
George Trenholm financierde de oorlogvoering tegen het noorden. Hij liet oorlogsschepen bouwen voor de marine van de Geconfedereerde Staten van Amerika, w.o. de CSS Alabama, de CSS Chicora en de SS Georgiana. Dit laatste schip, een gepantserd stoomschip, zonk op 19 maart 1863 toen het probeerde een blokkade van de Unie te omzeilen. Het scheepswrak werd pas in 1965 ontdekt. Een flottielje onder leiding van de CSS Chicora doorbrak succesvol de blokkade van Unionistische oorlogsschepen bij Nassau, Bahama's (1863).
Trenholm, de "bankier van het Zuiden," geloofde dat de Europese staten de onafhankelijkheid van de CSA spoedig zouden erkennen. Hij bezat veel zakencontacten in Europa en meende dat landen als Frankrijk en Engeland afhankelijk waren van de katoen uit de CSA. Dit bleek een misvatting: Frankrijk en Engeland stonden weliswaar sympathiek tegenover de CSA, maar in hun koloniën was men tijdig overgestapt op het verbouwen van katoen.

### Minister van Financiën
Op 18 juli 1864 werd Trenholm door president van de CSA, Jefferson Davis, benoemd tot minister van Financiën (Secretary of the Treasury). Hij volgde Christopher Memminger op. Als minister van Financiën trachtte de inflatie terug te dringen en voerde hij een belastinghervorming door. In april 1865 vluchtte hij met de rest van het Geconfedereerde kabinet zuidwaarts. Op 27 april 1865 trad hij vanwege zijn slechte gezondheid af. Zijn opvolger werd John Henninger Reagan - de laatste minister van de Financiën van de CSA.

### Na de oorlog
Na de oorlog werd Trenholm korte tijd vastgehouden op Fort Pulaski bij Savannah, Georgia. Na zijn vrijlating keerde hij naar Charleston terug. Zijn katoenfirma ging in 1867 bankroet, maar hij wist haar uiteindelijk weer helemaal op te bouwen. In 1874 werd hij als democraat in het Huis van Afgevaardigden van South Carolina gekozen.
George Alfred Trenholm overleed op 69-jarige leeftijd, op 10 december 1876 in Charleston (South Carolina) en werd aldaar begraven op de Magnolia Cemetery.

## Verwijzingen
1. ↑  http://www.angelfire.com/sd/hardie/Trenholm.html. Gearchiveerd op 5 augustus 2020.
2. ↑  https://web.archive.org/web/20090330162739/http://www.csawardept.com/history/Cabinet/Trenholm/index.html

- Gemeinsame Normdatei: 1145055176
- International Standard Name Identifier: 0000 0000 3117 3386
- Library of Congress Control Number: n88224249
- SNAC: w6h13c49
- Virtual International Authority File: 40941469
- WorldCat: E39PBJkxGPrf7Wf39JCypP7j4q